# Pleš (Chorwacja)
Pleš – wieś w Chorwacji, w żupanii varażdińskiej, w gminie Bednja. W 2011 roku liczyła 261 mieszkańców.